# 埃尔绍塞霍
埃尔绍塞霍，是西班牙安达卢西亚自治区塞维利亚省的一个市镇。总面积92平方公里，总人口4250人（2001年），人口密度46人/平方公里。